# Ostojići (Chorwacja)
Ostojići – wieś w Chorwacji, w żupanii sisacko-moslawińskiej, w gminie Dvor. W 2011 roku liczyła 5 mieszkańców.